# Castrada hofmanni
Castrada hofmanni är en plattmaskart. Castrada hofmanni ingår i släktet Castrada och familjen Typhloplanidae. Inga underarter finns listade i Catalogue of Life.